# Dynamite Allen
Dynamite Allen è un film muto del 1921 diretto da Dell Henderson.

## Trama
Betty Reed, una bambina cieca unica testimone dell'omicidio di Roger Pitney, il proprietario di una miniera, accusa erroneamente un innocente. Passano gli anni. Betty, ormai adulta, ha riacquistato la vista e torna nella città mineraria da dove era partita da piccola. "Bull" Snide, il vero assassino, tenta di rapirla, ma la ragazza viene salvata da Dynamite Allen, il figlio dell'uomo condannato ingiustamente. Allen scopre come sono andate effettivamente le cose, smaschera gli assassini e si innamora di Betty.

## Produzione
Il film fu prodotto dalla Fox Film Corporation.

## Distribuzione
Il copyright del film, richiesto dalla Fox Film Corp., fu registrato il 20 febbraio 1921 con il numero LP16268; distribuito dalla Fox Film Corporation e presentato da William Fox, il film uscì nelle sale cinematografiche statunitensi lo stesso giorno.